# Gelis nigerrimus
Gelis nigerrimus är en stekelart som först beskrevs av Dalla Torre 1902.  Gelis nigerrimus ingår i släktet Gelis och familjen brokparasitsteklar. Inga underarter finns listade i Catalogue of Life.